# Liolaemus baguali
Liolaemus baguali este o specie de șopârle din genul Liolaemus, familia Tropiduridae, descrisă de José Miguel Cei și Scolaro 1983. Conform Catalogue of Life specia Liolaemus baguali nu are subspecii cunoscute.